# NGC 6679
NGC 6679 = IC 4763 ist ein kompakte Galaxie vom Hubble-Typ C im Sternbild Drache am Nordsternhimmel, die schätzungsweise 312 Millionen Lichtjahre von der Milchstraße entfernt ist.
Das Objekt wurde am 25. Oktober 1885 von dem US-amerikanischen Astronomen Lewis A. Swift entdeckt.